# イー・スマイル
株式会社イー・スマイル（e-Smile co.,ltd）は、東京都港区東麻布に所在する日本の芸能事務所。

## 概要
モデル・レースクイーンを多数擁するプロダクション。タレントの他、文化人、スポーツ選手のマネージメントを行っている。

## 所属者
※2023年3月現在

### タレント
- 堀尾実咲
- 安田七奈
- 宮本りお
- 引地裕美

### モデル
- 桃原美奈
- 西村いちか
- 千葉悠凪
- 小越しほみ
- 木村楓
- 林紗久羅（2023年 KOBELCO GIRLS・2023年 D'stationフレッシュエンジェルズ）
- 森園れん
- 平咲夏加
- 宮瀬七海（2023年 KOBELCO GIRLS・2023年 スーパー耐久公式イメージガール Swish）
- 中村比菜（2021年 KOBELCO GIRLS）
- 今井みどり（2023年 ARTA GALS）
- 生田ちむ（2023 WAKO'S GIRLS）
- 藤田香澄（2023年 ANEST IWATA Racing with Arnage “BLUE LINK Amb. S-GT RQ“）
- 神崎美羽
- 望月さとみ（2021年 CRAFTSPORTS GIRL）
- 小川舞
- 武田美憂
- 織田真実那（2023年 KONDO Racingリアライズガールズ）
- 五十嵐希（2021 TEAM UPGARAGE HONEYS）
- 原あゆみ（2023年 KONDO Racingリアライズガールズ）
- 清水にな（2021AudiTeamHitotsuyamaレースクイーン）
- 松田蘭（2023年 ZENT sweeties・2023年 スーパー耐久公式イメージガール Swish・タックルベリー第19代キャンペーンガール Berry Girls）
- 日南まみ（2023 WedsSport Racing Gals）
- 仲美由紀（2023 STANLEYレースクイーン）
- 真田みき（2021 TANAX GAINER sucre）
- 柴咲のあ（2021 TANAX GAINER sucre）
- 廣川エレナ（2023 STANLEYレースクイーン）
- 朝倉咲彩（2023年 SUBARU BRZ SUPERGT GALS BREEZE）
- 村瀬春香（2023 MOTUL Circuit Lady）
- 藤代みさ
- 阿比留あんな（2023年 TEAM UPGARAGE HONEYS・2023年 スーパー耐久公式イメージガール Swish・2023年 VANTELIN Beauty・タックルベリー第19代キャンペーンガール Berry Girls）
- 花乃衣美優（K-tunes Racing 2023 WinG）
- 小湊美月（Mobil1レーシングサポーターズ2023）
- 池永百合（2023 Moduloスマイル）
- 青山あいり（2023年 ENEOS GIRLS）

### その他
- 佐々木大樹（レーシングドライバー）
- 平山深雪（ナレーター・MC）

## 過去に所属していたタレント
- 佐崎愛里（Mobil1レースクイーン2019）
- 小野さゆり（漫画家、タレント） - 2012年3月退所
- 熊乃あい（2011年アップガレージドリフトエンジェルス） - 2012年12月退所
- 新田梢恵（2010年SUPER GTイメージガール。フェイスネットワーク→プラチナムプロダクションを経て2011年から所属していたが、現在は退所）
- 北川彩（タレント） - 2014年2月退所[1]
- 春名麻衣
- 中村奏絵
- 高橋美咲（2011年 - 2012年MOTULサーキットレディ）
- 岡咲翔子（2012年ZENT sweeties）
- 福田美香（2011年LEXUS TEAM SaRDレースクイーン）
- 菅野麻友（レースクイーン、2014年エヴァンゲリオンレーシングRQ）
- 葉月まりか（2015年ARTA AUTOBACS MOTORSPORTS レースクイーン）
- 松下桃奈
- 水瀬きい
- 早瀬あや
- 宇佐美なお（2023年 KONDO Racingリアライズガールズ）